# Villers-sous-Ailly
Villers-sous-Ailly – miejscowość i gmina we Francji, w regionie Hauts-de-France, w departamencie Somma.
Według danych na rok 2011 gminę zamieszkiwało 189 osób, a gęstość zaludnienia wynosiła 30 osób/km² (wśród 2293 gmin Pikardii Villers-sous-Ailly plasuje się na 851. miejscu pod względem liczby ludności, natomiast pod względem powierzchni na miejscu 749.).